# ウェスタンリーグ (オリジナル)
ウェスタンリーグ（正式名: The Western League of Professional Baseball Clubs、通称は単に “Western League”）は、1885年2月11日に設立され、米国中西部チームを中心に運営されたプロ野球マイナーリーグ。
幾度かの経営破綻と再編を経て、1893年11月20日にバン・ジョンソンがリーグ会長に就任した以降に最盛期を迎えた。
1900年にはリーグ名称をアメリカンリーグと変え、翌1901年には既存のナショナルリーグ（1876年創立）に対抗する、主として米国北東部チーム主体のメジャーリーグとなった。

## 歴史
1893年11月にバン・ジョンソンがリーグ会長に就任する以前は様々な形態で運営されていた。元々は1885年2月11日にマイナーリーグとして設立された。インディアナポリス、カンザスシティ、クリーブランド、ミルウォーキー、トレド、オマハ、キオカックが創立時のフランチャイズであり、初年度はインディアナポリス・フージャーズが27勝4敗1分でリーグ優勝した。
1885年のシーズン終了後、ウェスタンリーグは経営破綻したが1886年シーズンの前までには再建された。1887年シーズンはトピカのゴールデンジャイアンツ（ほとんどの選手が元メジャーリーガー）がゲーム差 15.5 という大差で優勝した。1888年はシーズン途中（6月）でリーグが破産、数年のブランクを経て1892年1月に復活したが、同年7月に3度目の破産。翌1893年5月にまたまた復活を遂げたが翌月には破産した。

### バン・ジョンソン会長就任
1893年11月20日、デトロイトにおける会議において再び組織改革を行った。これ以降ウェスタンリーグは破綻することなく存在し続け、最終的には現在のアメリカンリーグとなっている。
この会議においてバン・ジョンソンがリーグ会長に選出され、その後退任するまでの35年間その地位を守った。ジョンソンはシンシナティの新聞記者だったが、当時、友人でありまたシンシナティ・レッズの監督契約が終了した直後だったチャールズ・コミスキー（セントルイス・ブラウンズで活躍したメジャーリーグのスタープレーヤーでもあり、スーシティのチームを買い取ってミネソタのセントポールに移していた）がリーグ会長にジョンソンを推挙した。この二人の男が現在のアメリカンリーグの基盤の一つを作ったと言える。

### アメリカンリーグに改称
当時唯一のメジャーリーグであったナショナルリーグは、1899年シーズン終了後、この年12球団体制であったが、翌1900年にフランチャイズを4つ（ボルチモア、クリーブランド、ルイビル、ワシントン）減らして8球団体制へと改めた。これはウェスタンリーグにとって勢力拡大のチャンスとなった。1899年10月11日にシカゴで行われた会議で、ウェスタンリーグはアメリカンリーグと改称することを決めた。この時点ではまだ公式には1876年創立で当時唯一のメジャーリーグであったナショナルリーグの傘下にあるマイナーリーグ扱いだった。ナショナルリーグはアメリカンリーグに対してシカゴにチームを置く許可を与えた。そしてコミスキーは彼のセントポールのチームをシカゴのサウスサイドに移した。ナショナルリーグのチームであるカブスはノースサイドにあったが、ナショナルリーグの取り決めでは、アメリカンリーグからは毎年2人のプレーヤーしか移籍させる事ができなかった。また、「シカゴ」の名称を使用する事も禁止されたので、キャップ・アンソンが在籍していた当時のチーム名である「ホワイトストッキングス」を復活させることにした。また、1900年シーズンに向けてグランドラピッズのチームをクリーブランドに移した。そしてアメリカン・リーグとして最初の年となった1900年はセントポールからシカゴに本拠地を移転したホワイトストッキングスが優勝し、これがマイナー・リーグとしては最後のシーズンとなった。

### メジャー・リーグ宣言とフランチャイズ再編
そして1900年シーズン終了後、アメリカンリーグはナショナル・アグリーメント（ナショナルリーグを唯一のメジャーリーグとし、他の球団はマイナーリーグとする合意書）にあるメンバーシップの更新に同意せず、自らメジャーリーグと宣言した。そしてナショナルリーグ所属チーム登録選手の獲得行為を始めるなど対立色を強めた。1901年シーズン開始前にはバッファロー、インディアナポリス、カンザスシティ、ミネアポリスといった小都市のフランチャイズを、より大きな都市であるボルチモア、ボストン、フィラデルフィア、ワシントンに移した。このうちボストンとフィラデルフィアには既にナショナルリーグのチームが存在していた。
1902年にはミルウォーキー・ブルワーズをセントルイス・ブラウンズに、さらに1903年にはボルチモアをニューヨーク・ハイランダーズに移した。いずれのケースも全米を代表する大都市にチームが無いのでは新しいメジャーリーグとしての尊敬を得られないと考えて行われたものである。その後アメリカンリーグはナショナルリーグが既にフランチャイズを持つ5つの都市（ボストン、シカゴ、ニューヨーク、フィラデルフィア、セントルイス）にチームを置き、さらにはナショナルリーグがチームを持っていたが放棄した2都市（クリーブランドとワシントン）にもチームを持つにいたった。ウェスタンリーグ創設時以来ずっと同じチームが存続したのはデトロイトだけになった。1899年当時にウェスタンリーグのチームがあった残りの4つの都市（カンザスシティ、ミルウォーキー、およびセントポール / ミネアポリス）には現在メジャーリーグのチームがある。バッファロー、グランドラピッズ、インディアナポリスにはメジャーチームは無いがマイナーリーグのチームがある。この後のおよそ50年間は両リーグともにチームの動きが無かった。1952年にボストン・ブレーブスがミルウォーキーに移転、次いで1954年にはセントルイス・ブラウンズがボルチモアに移転して（新）ボルチモア・オリオールズとなった。
アメリカンリーグがメジャーリーグだと名乗ることに関しては当初議論があった。だが1903年に最初のワールドシリーズが行われ、アメリカンリーグ所属のボストン・アメリカンズがナショナルリーグのチャンピオンだったピッツバーグ・パイレーツを破って優勝してからは皆が認めざるを得なくなった。

## チーム
| ウェスタン・リーグ               | ウェスタン・リーグ             | ウェスタン・リーグ             | ウェスタン・リーグ           | ウェスタン・リーグ           | ウェスタン・リーグ           | ウェスタン・リーグ           | アメリカンリーグ                 | アメリカンリーグ                 | アメリカンリーグ | アメリカンリーグ               |
| 1894                             | 1895                           | 1896                           | 1896                         | 1897                         | 1898                         | 1899                         | 1900                             | 1901                             | …                | 現在                           |
| デトロイト・タイガース           | デトロイト・タイガース         | デトロイト・タイガース         | デトロイト・タイガース       | デトロイト・タイガース       | デトロイト・タイガース       | デトロイト・タイガース       | デトロイト・タイガース           | デトロイト・タイガース           |                  | デトロイト・タイガース         |
| スーシティ・コーンハスカーズ     | セントポール・セインツ         | セントポール・セインツ         | セントポール・セインツ       | セントポール・セインツ       | セントポール・セインツ       | セントポール・セインツ       | シカゴ・ホワイトストッキングス   | シカゴ・ホワイトストッキングス   |                  | シカゴ・ホワイトソックス       |
| ミルウォーキー・ブルワーズ       | ミルウォーキー・ブルワーズ     | ミルウォーキー・ブルワーズ     | ミルウォーキー・ブルワーズ   | ミルウォーキー・ブルワーズ   | ミルウォーキー・ブルワーズ   | ミルウォーキー・ブルワーズ   | ミルウォーキー・ブルワーズ       | ミルウォーキー・ブルワーズ       |                  | ボルチモア・オリオールズ       |
| グランドラピッズ・ラスラーズ     | グランドラピッズ・ラスラーズ   | グランドラピッズ・ラスラーズ   | グランドラピッズ・ラスラーズ | グランドラピッズ・ラスラーズ | グランドラピッズ・ラスラーズ | グランドラピッズ・ラスラーズ | クリーブランド・レイクショアーズ | クリーブランド・ブルーバーズ     |                  | クリーブランド・ガーディアンズ |
| カンザスシティ・ブルース         | カンザスシティ・ブルース       | カンザスシティ・ブルース       | カンザスシティ・ブルース     | カンザスシティ・ブルース     | カンザスシティ・ブルース     | カンザスシティ・ブルース     | カンザスシティ・ブルース         | ワシントン・セネタース           |                  | ミネソタ・ツインズ             |
| トレド・ホワイトストッキングス   | トレド・ホワイトストッキングス | トレド・ホワイトストッキングス | コロンブス・バックアイズ     | コロンブス・バックアイズ     | コロンブス・バックアイズ     |                              |                                  |                                  |                  |                                |
| ミネアポリス・ミラーズ           |                                |                                |                              |                              |                              |                              |                                  |                                  |                  |                                |
| インディアナポリス・フージャーズ |                                |                                |                              |                              |                              |                              |                                  |                                  |                  |                                |
|                                  |                                |                                |                              |                              |                              | バッファロー・バイソンズ     |                                  |                                  |                  |                                |
|                                  |                                |                                |                              |                              |                              |                              |                                  | ボストン・アメリカンズ           |                  | ボストン・レッドソックス       |
|                                  |                                |                                |                              |                              |                              |                              |                                  | ボルチモア・オリオールズ         |                  | ニューヨーク・ヤンキース       |
|                                  |                                |                                |                              |                              |                              |                              |                                  | フィラデルフィア・アスレチックス |                  | オークランド・アスレチックス   |

## 優勝チーム
- 1885年 インディアナポリス・フージャーズ
- 1886年 デンバー・マウンテンライオンズ
- 1887年 トピカ・ゴールデンジャイアンツ
- 1888年 デンバー・マウンタニアー
- 1892年 コロンバス・レッズ
- 1894年 スーシティ・コーンハスカーズ
- 1895年 インディアナポリス・フージャーズ
- 1896年 ミネアポリス・ミラーズ
- 1897年 インディアナポリス・フージャーズ
- 1898年 カンザスシティ・ブルース
- 1899年 インディアナポリス・フージャーズ
- 1900年 シカゴ・ホワイトストッキングス（アメリカン・リーグ）